# Христианство в Бурунди

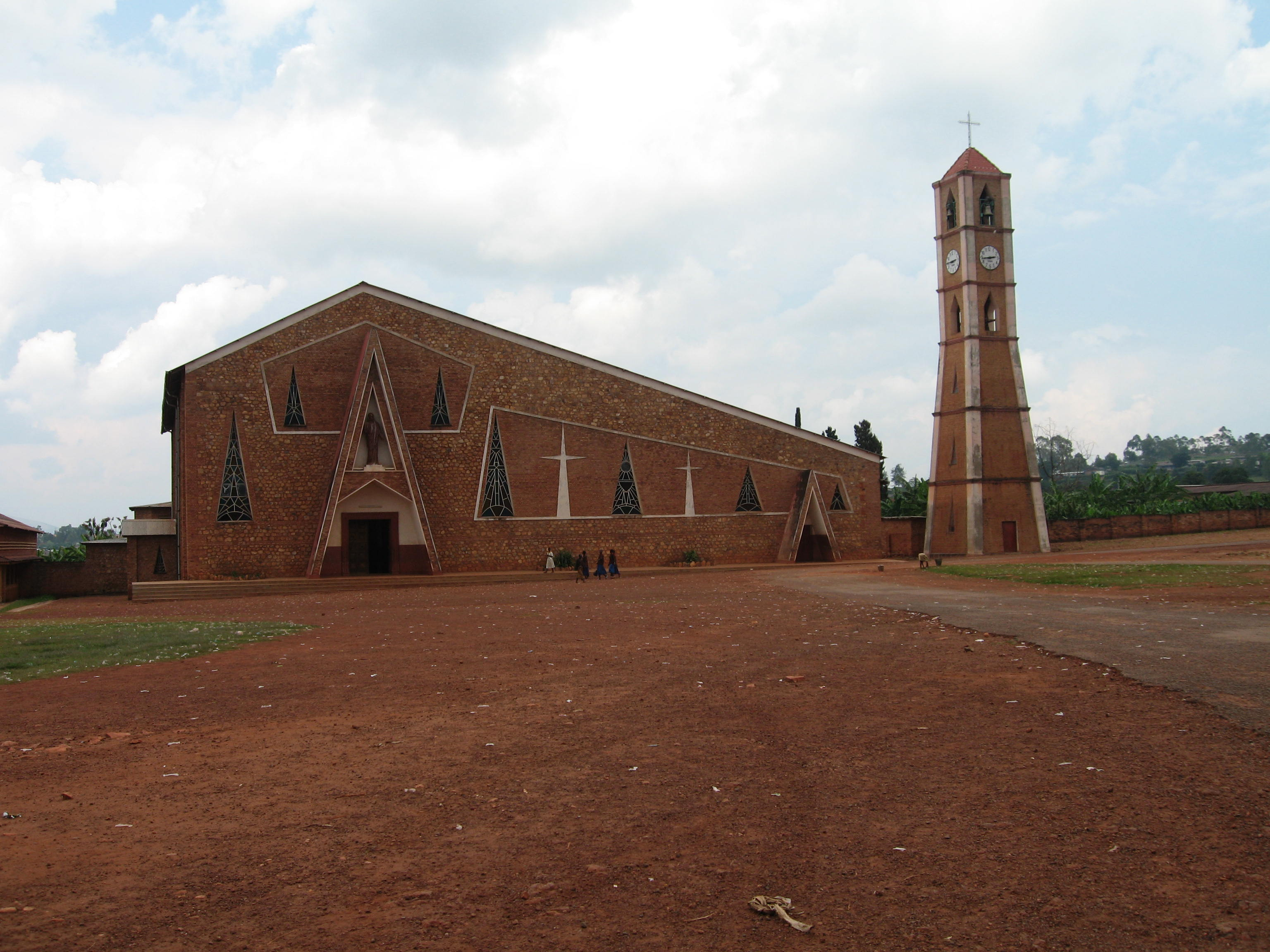
Собор Христа Царя в Гитега

Христианство в Бурунди — наиболее распространённая религия в стране. По данным энциклопедии «Религии мира» Дж. Г. Мелтона в 2010 году в Бурунди насчитывалось 8,879 млн христиан, которые составляли 92,9% населения страны. В 2000 году в стране действовало 11,6 тыс. христианских церквей, принадлежащих 34 различным христианским деноминациям. C 1989 года в стране действует Национальный совет церквей Бурунди.

## Католицизм
Первыми христианскими миссионерами на территории современной Бурунди были два католических священника из миссионерского общества Белых отцов. Прибыв в страну в 1879 году они попытались запустить миссионерское служение, однако были убиты через два года. Следующая попытка установить миссионерскую станцию в Бурунди была предпринята католиками лишь в 1899 году и оказалась успешной. После Первой мировой войны, с установлением на территории Бурунди бельгийской власти, были начаты французские католические миссии. В 1922 году Римско-католическая церковь создала апостольский викариат Урунти, который распространял свою юрисдикцию на всю территорию современного Бурунди. Начиная в 1930-х годов численность католиков непрерывно растёт; еженедельно крещение принимают тысяча неофитов. К 1937 году католическая церковь насчитывает пол миллиона верующих. В 1970 году уже 60% населения Бурунди считали себя католиками. В дальнейшем, доля католиков не менялась: в 2010 году последователи Католической церкви составляли 61,2% населения Бурунди (5,85 млн.). Католическая церковь страны состоит из 2 архиепархий и 6 епархий.

## Протестантизм
Первыми протестантами на территории Бурунди были немецкие лютеране, прибывшие сюда в 1907 году. В 1921 году в стране начали служение адвентисты, в 1928 — баптисты. В 1930-х годах в Бурунди появляются миссионерские станции квакеров, методистов, плимутских братьев, англикан и пятидесятников.
В настоящее время крупнейшей протестантской конфессией страны являются пятидесятники (более 1 млн человек). Большинство из них являются прихожанами Сообщества пятидесятнических церквей Бурунди. Англиканская церковь Бурунди объединяет 750 тыс. верующих. Другими крупными протестантскими деноминациями, насчитывающими несколько десятков тысяч прихожан являются адвентисты, перфекционисты и баптисты. 

## Православие
К моменту получения независимости в Бурунди существовала община православных греков. В 1960-е годы в Бужумбуре был построен храм Успения Божией Матери. В 1970-е годы, после эмиграции греков, храм опустел. Богослужение православной общины были возобновлены в 2005 году, после приезда в страну иеромонаха Дамаскина (Цагириса), насельника афонского монастыря Григориат. В 2008 году был построен второй православный храм. В 2009 году архимандрит Савва (Химониттос) был рукоположен в сан архиерея и стал первым православным епископом Бурунди и Руанды. В конце 2012 года он был заменён епископом-африканцем Иннокентием. Оба православных храма страны относятся к Александрийской православной церкви. В 2013 году Бурунди посетил патриарх Феодор II. Численность православных Бурунди оценивается в несколько сот человек.
В Бурунди такде действуют четыре миссионерских прихода Евангелической православной церкви. Церковь зародилась в США и представляет собой харизматическую группу реформированного православия.

## Маргинальное христианство
Около четырёх тысяч жителей страны являются последователями маргинального христианства. Большинство из них — это 
Свидетели Иеговы; два миссионера этой организации прибыли в Бурунди в 1963 году из Северной Родезии. В настоящий момент организация насчитывает 4 тыс. верующих в 60 общинах. Также в стране присутствует Церковь Иисуса Христа Святых последних дней.